# Great Meadows
Great Meadows es un lugar designado por el censo, creado como parte del censo de los Estados Unidos de 2010, ubicado en el condado de Warren, en el estado estadounidense de Nueva Jersey.
En el año 2010 tenía una población de 303 habitantes y una densidad poblacional de 27.8 personas por km².
En dicho censo Great Meadows fue combinado como parte de Great Meadows-Vienna (con una población de 1264 habitantes en 2010), que más tarde se separó en Vienna (con una población en 2010 de 981 habitantes) y Great Meadows.

## Geografía
Great Meadows se encuentra ubicado en las coordenadas 40°51′53″N 75°53′49″O / 40.86472, -75.89694.

## Demografía
Según la Oficina del Censo en 2000 los ingresos medios por hogar en la localidad eran de $70,000 y los ingresos medios por familia eran $71,600. Los hombres tenían unos ingresos medios de $50,729 frente a los $33,229 para las mujeres. La renta per cápita para la localidad era de $27,688. Alrededor del 1.4% de la población estaba por debajo del umbral de pobreza.